# SimRefinery
SimRefinery — компьютерная игра-симулятор, созданная студией Maxis и выпущенная в 1993 году по частному заказу нефтяной компании Chevron после большого успеха SimCity. Сначала студия отказывалась создавать игру, но впоследствии согласилась. По словам Уилла Райта, помимо Chevron с просьбой создать для них симулятор обращались другие компании, такие как PizzaHut или Whatever, которым отказали.
Геймплей сосредоточен прежде всего в управлении нефтеперерабатывающего завода, игрок в роли директора должен контролировать уровень безопасности и чтобы вся работа на заводе проходила эффективно, а также контролировать точку равновесия между спросом и предложением на нефть и осуществлять её поставки на международном рынке. Графика в игре в целом идентична SimCity, также в игре могут происходить катастрофы.
Как игра, созданная на заказ, она не была доступна для общественности. По версии новостного портала virginmedia, игра вошла в десятку самых скучных игр за всю историю.